# Louder Than Hell
Louder Than Hell (рус. Чертовски громко) — восьмой студийный альбом американской рок-группы Manowar, вышедший 24 сентября 1996 года. Автор обложки — Кен Келли.

## Об альбоме
Диск — второй альбом, записанный на собственной студии группы в Нью-Йорке. Louder Than Hell — первый альбом с участием гитариста Карла Логана, заменившего Дэвида Шенкла. Также в группу вернулся их старый барабанщик Скотт Коламбус, заменив Райно.
В Малайзии название альбома было сокращено до «Louder» по религиозным причинам. Развернутая обложка альбома представляет собой постер размером 36×24 см.
Песни Brothers of Metal, Courage и Number 1 были написаны ещё в 1985—1986 годах и на альбом вошли в сильно изменённых вариантах. Премьера песен Brothers of Metal и Courage состоялась 8 февраля 1986 года на концерте в Бруклине.
Наряду с обычным изданием существует лимитированное «Picture disc edition», продававшееся только в турне «Hell on wheels». Отличие от обычного издания заключается в том, что на диске нарисован демон на мотоцикле, в отличие от обычного чёрного однотонного дизайна диска.

## Список композиций
| №                   | Название                     | Автор(ы)                  | Длительность |
| ------------------- | ---------------------------- | ------------------------- | ------------ |
| 1.                  | «Return of the Warlord»      | Джоуи Де Майо, Карл Логан | 5:19         |
| 2.                  | «Brothers of Metal Pt. 1»    | Д. Де Майо                | 3:54         |
| 3.                  | «The Gods Made Heavy Metal»  | Д. Де Майо, К. Логан      | 6:03         |
| 4.                  | «Courage»                    | Д. Де Майо                | 3:49         |
| 5.                  | «Number 1»                   | Д. Де Майо                | 5:10         |
| 6.                  | «Outlaw»                     | Д. Де Майо, К. Логан      | 3:22         |
| 7.                  | «King»                       | Д. Де Майо                | 6:25         |
| 8.                  | «Today is a Good Day to Die» | Д. Де Майо                | 9:42         |
| 9.                  | «My Spirit Lives On»         | Д. Де Майо, К. Логан      | 2:10         |
| 10.                 | «The Power»                  | Д. Де Майо                | 4:09         |
| Общая длительность: | Общая длительность:          | Общая длительность:       | 50:08        |

## Участники записи
- Эрик Адамс (Eric Adams) — вокал,
- Джоуи Де Майо (Joey DeMaio) — бас-гитара,
- Карл Логан (Karl Logan) — гитара, клавишные,
- Скотт Коламбус (Scott Columbus) — ударные.

## Отзывы критиков
Альбом заслужил в целом положительные отзывы критиков. Мартин Попофф в книге The Collector’s Guide to Heavy Metal оценил альбом на 9/10. Журнал Rock Hard оценил его на 10/10 и назвал лучшим металлическим альбомом со времён Painkiller. В журнале CMJ New Music альбом охарактеризовали как металлическую смесь Джона Сузы, Рихарда Вагнера и Judas Priest. Сайт Allmusic также сравнил Louder Than Hell с работами Judas Priest и отметил, что музыка Manowar, американской группы, звучит очень «по-европейски».

## Кавер-версии песен
- На композицию Return of the Warlord российская хэви-метал группа Ария выпустила кавер-версию под названием Пробил час. Она вошла на трибьют Tribute the Harley-Davidson 1999.
- На композицию The Gods Made Heavy Metal немецкая хэви-метал группа Paragon в 2005 году выпустила кавер-версию, которая вошла на их альбом Revenge.
- Группа Piece of Mind записала кавер на композицию Return of the Warlord.
- Группой Argir на песню «Number 1».
- Группа Kaledon сделала кавер на песню Courage.